# Imbrasia zaodeae
Imbrasia zaodeae är en fjärilsart som beskrevs av Pierre Claude Rougeot 1975. Imbrasia zaodeae ingår i släktet Imbrasia och familjen påfågelsspinnare. Inga underarter finns listade i Catalogue of Life.